# آشور نيراري الثالث
آشور نيراري الثالث هو ملك آشور من العصر الآشوري الوسيط، حسب قائمة ملوك آشور ذكرت أنه حكم لمدة 5 أو 6 سنوات، بعض المصادر ذكرت أنه حكم من سنة 1203 إلى سنة 1198 ق م ومصادر أخرى ذكرت أنه حكم من سنة 1193 إلى 1187 ق م. هو ابن آشور نادين أبلي، خلفه في الحكم إنليل خذرصر.